# Młodzieżowe Mistrzostwa Polski w Lekkoatletyce 2005
22. Młodzieżowe Mistrzostwa Polski w Lekkoatletyce – zawody lekkoatletyczne dla sportowców do lat 23 organizowane pod egidą Polskiego Związku Lekkiej Atletyki, które odbyły się od 28 do 29 sierpnia 2005 roku w Krakowie.

## Rezultaty

### Mężczyźni
| Konkurencja:                  | 1. miejsce                                                                   | Rezultat  | 2. miejsce                                                                      | Rezultat    | 3. miejsce                                                                          | Rezultat    |
| Bieg na 100 m                 | Michał Bielczyk AZS-AWF Warszawa                                             | 10,37 PB  | Tomasz Talkowski KS Nadwiślanin Chełmno                                         | 10,40 PB    | Kamil Masztak AZS-AWF Poznań                                                        | 10,45       |
| Bieg na 200 m                 | Daniel Dąbrowski AZS Łódź                                                    | 21,08 PB  | Tomasz Talkowski KS Nadwiślanin Chełmno                                         | 21,34       | Kamil Masztak AZS-AWF Poznań                                                        | 21,49       |
| Bieg na 400 m                 | Daniel Dąbrowski AZS Łódź                                                    | 46,50     | Witold Bańka MOSiR Budomark Mysłowice                                           | 46,94       | Piotr Kędzia AZS Łódź                                                               | 47,30       |
| Bieg na 800 m                 | Yared Shegumo Polonia Warszawa                                               | 1:50,05   | Łukasz Jóźwiak AZS-AWF Wrocław                                                  | 1:50,26     | Ireneusz Sekretarski LKS Vectra Włocławek                                           | 1:50,33     |
| Bieg na 1500 m                | Yared Shegumo Polonia Warszawa                                               | 3:46,85   | Ireneusz Sekretarski LKS Vectra Włocławek                                       | 3:47,88     | Piotr Krupa LKS Ostrowianka Ostrów Maz.                                             | 3:48,88     |
| Bieg na 5000 m                | Radosław Popławski Astra Nowa Sól                                            | 13:55,34  | Tomasz Szymkowiak LKS Orkan Wlkp. Poznań                                        | 13:59,88 PB | Rafał Snochowski Elite Cafe Wawel Kraków                                            | 14:03,28 PB |
| Bieg na 3000 m z przeszkodami | Tomasz Szymkowiak LKS Orkan Wlkp. Poznań                                     | 8:35,25   | Radosław Popławski Astra Nowa Sól                                               | 8:37,37     | Łukasz Parszczyński Polonia Warszawa                                                | 8:40,85     |
| Bieg na 110 m przez płotki    | Rafał Niedzielski AZS-AWF Wrocław                                            | 14,01 PB  | Rafał Staniszewski AZS-AWF Kraków                                               | 14,54       | Tomasz Dorożyński AZS-AWF Wrocław                                                   | 14,97 SB    |
| Bieg na 400 m przez płotki    | Rafał Ostrowski AZS-AWF Katowice                                             | 52,33 PB  | Kamil Barański Warszawianka                                                     | 52,85       | Łukasz Wicha Olimpia Poznań                                                         | 53,03 PB    |
| Sztafeta 4 × 100 m            | AZS-AWF Poznań Maciej Różański Damian Grzela Szymon Skrzypczak Kamil Masztak | 41,18     | AZS-AWF Wrocław Paweł Ptak Krystian Kruszewski Łukasz Pryga Adam Jankowski      | 41,27       | AZS-AWF Warszawa Dawid Karniłowicz Tomasz Biernat Łukasz Trochimiak Michał Bielczyk | 41,58       |
| Sztafeta 4 × 400 m            | AZS Łódź Piotr Kędzia Daniel Bródka Bartłomiej Bartocha Daniel Dąbrowski     | 3:12,96   | AZS-AWF Kraków Krzysztof Janik Krzysztof Jabłoński Dominik Kopeć Łukasz Lanczyk | 3:13,95 SB  | AZS-UWM Olsztyn Cezary Szmit Szymon Ogonowski Wojciech Chybiński Michał Podolak     | 3:18,72     |
| Skok wzwyż                    | Marcin Glaubert LKS Truso Elbląg                                             | 2,08      | Grzegorz Białkowiec WLKS Siedlce Iganie Nowe                                    | 2,08        | Wojciech Sibiga Skra Warszawa                                                       | 2,08 SB     |
| Skok o tyczce                 | Przemysław Czerwiński MKL Szczecin                                           | 5,50      | Tomasz Pieńkowski AZS-AWFiS Gdańsk                                              | 4,80 =SB    | Michał Strzelczyk SKLA Sopot                                                        | 4,70        |
| Skok w dal                    | Michał Łukasiak AZS-AWF Warszawa                                             | 7,77      | Marcin Starzak Elite Cafe Wawel Kraków                                          | 7,64        | Wojciech Lewandowski KS Nadwiślanin Chełmno                                         | 7,20        |
| Trójskok                      | Paweł Kruhlik AZS-AWF Wrocław                                                | 15,59     | Przemysław Szlaszyński MLKS Czarni Olecko                                       | 15,53 PB    | Michał Futyma UKS ZST Sanok                                                         | 15,33       |
| Pchnięcie kulą                | Jakub Giża LKS Mielec                                                        | 18,13     | Michał Hodun AZS-AWF Biała Podlaska                                             | 17,64       | Andrzej Mrozik LKS Pomorze Stargard                                                 | 17,60 PB    |
| Rzut dyskiem                  | Piotr Małachowski AZS-AWF Warszawa                                           | 63,95     | Wojciech Wysocki AZS-AWF Warszawa                                               | 56,71 PB    | Michał Hodun AZS-AWF Biała Podlaska                                                 | 55,93       |
| Rzut młotem                   | Michał Rodak ULKS Ilno Torzym                                                | 62,36     | Bartosz Gołdyn AZS-AWF Wrocław                                                  | 60,66 PB    | Jarosław Zabrocki LKS Pomorzanka Skórcz                                             | 60,30       |
| Rzut oszczepem                | Robert Bober RMKS Rybnik                                                     | 70,10 SB  | Tomasz Rogiński SKLA Sopot                                                      | 67,96       | Marcin Kazubowski AZS-AWFiS Gdańsk                                                  | 64,72       |
| Dziesięciobój                 | Łukasz Płaczek AZS-AWFiS Gdańsk                                              | 7135 pkt. | Michał Chalabala AZS-AWF Wrocław                                                | 7077 pkt.   | Krzysztof Plaskota AZS Opole                                                        | 6964 pkt.   |

### Kobiety
| Konkurencja:                  | 1. miejsce                                                                  | Rezultat  | 2. miejsce                                                                     | Rezultat    | 3. miejsce                                                                             | Rezultat    |
| Bieg na 100 m                 | Joanna Gabryelewicz AZS-AWF Poznań                                          | 11,80 PB  | Agnieszka Kasica LKS Lubusz Słubice                                            | 11,84 PB    | Marta Frankiewicz BKS Bydgoszcz                                                        | 11,99 PB    |
| Bieg na 200 m                 | Izabela Kostruba MKS Start Lublin                                           | 24,32     | Joanna Gabryelewicz AZS-AWF Poznań                                             | 24,36       | Bożena Łukasik RLTL ZTE Radom                                                          | 24,49       |
| Bieg na 400 m                 | Anna Nentwig AZS Poznań                                                     | 53,25 PB  | Izabela Kostruba MKS Start Lublin                                              | 53,37 PB    | Bożena Łukasik RLTL ZTE Radom                                                          | 53,88       |
| Bieg na 800 m                 | Joanna Kuś AZS-AWF Katowice                                                 | 2:05,52   | Sylwia Ejdys AZS-AWF Wrocław                                                   | 2:05,66 PB  | Anna Hazior Cracovia                                                                   | 2:05,95     |
| Bieg na 1500 m                | Renata Pliś MKL Maraton Świnoujście                                         | 4:20,68   | Sylwia Ejdys AZS-AWF Wrocław                                                   | 4:22,17 SB  | Monika Klepacka LKS Kłos Olkusz                                                        | 4:22,20 PB  |
| Bieg na 5000 m                | Katarzyna Kowalska LKS Vectra Włocławek                                     | 16:59,49  | Iwona Lewandowska LKS Vectra Włocławek                                         | 17:00,25    | Justyna Mudy AZS-AWF Katowice                                                          | 17:02,24 SB |
| Bieg na 3000 m z przeszkodami | Katarzyna Kowalska LKS Vectra Włocławek                                     | 10:10,32  | Angelika Stanek MKS-MOS Płomień Sosnowiec                                      | 10:18,57 PB | Iwona Lewandowska LKS Vectra Włocławek                                                 | 10:18,77    |
| Bieg na 100 m przez płotki    | Joanna Kocielnik Orzeł Warszawa                                             | 13,54     | Justyna Oleksy AZS-AWFtS Gdańsk                                                | 14,16       | Kaja Tokarska AZS-AWF Warszawa                                                         | 14,32       |
| Bieg na 400 m przez płotki    | Agnieszka Karpiesiuk AZS-AWFiS Gdańsk                                       | 57,61 PB  | Marta Żochowska AZS-AWFiS Gdańsk                                               | 59,94       | Aneta Jakóbczak AZS Poznań                                                             | 1:00,22     |
| Sztafeta 4 × 100 m            | AZS-AWF Warszawa Edyta Grzyb Elżbieta Druzd Kaja Tokarska Danuta Blicharska | 46,71     | AZS-AWF Wrocław Małgorzata Łazarska Marta Kuśniar Dorota Górska Agnieszka Czyż | 48,65       | KS Podlasie Białystok Joanna Teul Dominika Sikorska Magdalena Siemion Anna Arciszewska | 49,40       |
| Sztafeta 4 × 400 m            | AZS-AWF Warszawa Dorota Udałow Aleksandra Tutak Elżbieta Druzd Edyta Grzyb  | 3:48,44   | AZS-AWF Wrocław Marta Kuśniar Sylwia Ejdys Marzena Bober Katarzyna Paździor    | 3:48,70     | AZS-AWF Katowice Beata Przybyła Sylwia Kuczera Anna Kornas Joanna Kuś                  | 3:53,84     |
| Skok wzwyż                    | Anna Ksok WKS Śląsk Wrocław                                                 | 1,82      | Karolina Gronau AZS-AWF Biała Podlaska                                         | 1,74        | Małgorzata Kołotyło AZS-AWF Wrocław                                                    | 1,66        |
| Skok o tyczce                 | Justyna Ratajczak ZLKL Zielona Góra                                         | 3,80      | Anna Olko MKL Szczecin                                                         | 3,70        | Paulina Dębska OSOT Gdańsk                                                             | 3,60        |
| Skok w dal                    | Dominika Miszczak PLKS Gwda Piła                                            | 6,41 PB   | Karolina Tymińska ZLKL Zielona Góra                                            | 6,22 SB     | Aleksandra Fila MKS Start Lublin                                                       | 6,07        |
| Trójskok                      | Aleksandra Fila MKS Start Lublin                                            | 13,51     | Ewelina Wilk Elite Cafe Wawel Kraków                                           | 12,92       | Joanna Szczygielska AZS Łódź                                                           | 12,78       |
| Pchnięcie kulą                | Izabela Koralewska ULKS Ilno Torzym                                         | 15,49     | Agnieszka Jarmużek AZS-AWF Warszawa                                            | 14,48       | Katarzyna Kita KS Agros Zamość                                                         | 14,18 SB    |
| Rzut dyskiem                  | Izabela Koralewska ULKS Ilno Torzym                                         | 54,44     | Żaneta Glanc Olimpia Poznań                                                    | 53,33       | Agnieszka Krawczuk AZS-AWF Warszawa                                                    | 53,30 PB    |
| Rzut młotem                   | Malwina Sobierajska KS Podlasie Białystok                                   | 59,98     | Katarzyna Kita KS Agros Zamość                                                 | 59,12       | Anita Włodarczyk AZS-AWF Poznań                                                        | 56,88       |
| Rzut oszczepem                | Urszula Jasińska KS Polonia Pasłęk                                          | 52,46     | Katarzyna Kalińska AZS-AWF Wrocław                                             | 46,24       | Danuta Plewnia AZS Opole                                                               | 44,71 PB    |
| Siedmiobój                    | Beata Lewicka AZS-AWFiS Gdańsk                                              | 5034 pkt. | Dominika Ligarska AZS-AWFiS Gdańsk                                             | 4702 pkt.   | Magdalena Siwik SKS Start Grażka Łódź                                                  | 4585 pkt.   |

## Bieg na 10 000 m
Mistrzostwa Polski w biegu na 10 000 metrów zostały rozegrane 17 sierpnia w Międzyzdrojach.
| Konkurencja: | 1. miejsce                              | Rezultat    | 2. miejsce                                | Rezultat    | 3. miejsce                      | Rezultat    |
| Mężczyźni    | Radosław Popławski Astra Nowa Sól       | 29:06,51    | Tomasz Szymkowiak LKS Orkan Wlkp. Poznań  | 29:16,42 PB | Marcin Janiak Zawisza Bydgoszcz | 30:01,75    |
| Kobiety      | Katarzyna Kowalska LKS Vectra Włocławek | 34:30,42 PB | Marzena Kłuczyńska LKS Orkan Wlkp. Poznań | 35:16,94    | Justyna Mudy AZS-AWF Katowice   | 35:28,53 PB |

## Chód sportowy
Mistrzostwa w chodzie na 20 kilometrów mężczyzn i w chodzie na 10 kilometrów kobiet zostały rozegrane 27 sierpnia w Gdańsku.

### Mężczyźni
| Konkurencja:  | 1. miejsce                    | Rezultat | 2. miejsce                  | Rezultat | 3. miejsce                   | Rezultat |
| Chód na 20 km | Rafał Augustyn AZS-AWF Kraków | 1:24:42  | Paweł Grzonka Olimpia Bytów | 1:29:19  | Jakub Jelonek AZS-AWF Kraków | 1:30:09  |

### Kobiety
| Konkurencja:  | 1. miejsce                    | Rezultat | 2. miejsce                        | Rezultat | 3. miejsce                      | Rezultat |
| Chód na 10 km | Beata Bodzioch AZS-AWF Kraków | 47:54    | Agnieszka Dygacz AZS-AWF Katowice | 48:40 SB | Katarzyna Kwoka Resovia Rzeszów | 50:04    |

## Biegi przełajowe
Mistrzostwa Polski w biegach przełajowych zostały rozegrane 20 listopada w Lublinie. Kobiety startowały na dystansie 4 kilometrów, a mężczyźni na 6 kilometrów.
| Konkurencja:     | 1. miejsce                             | Rezultat | 2. miejsce                            | Rezultat | 3. miejsce                           | Rezultat |
| Mężczyźni (6 km) | Karol Rzeszewicz SKLA Sopot            | 16:32    | Artur Kozłowski MULKS-MOS Sieradz     | 16:39    | Łukasz Parszczyński Polonia Warszawa | 16:49    |
| Kobiety (4 km)   | Iwona Lewandowska LKS Vectra Włocławek | 11:20    | Marta Wojtkuńska LKS Vectra Włocławek | 11:31    | Justyna Mudy AZS-AWF Katowice        | 11:40    |